# NETCONF
NETCONF（英: Network Configuration Protocol）は、ネットワーク機器の設定を取得、更新するための遠隔手続き呼出し (RPC) ベースの通信プロトコルである。クライアントとしてネットワーク管理アプリケーション、サーバとしてネットワーク機器を想定したクライアントサーバモデルのプロトコルとして定義されている。

## 経緯
IETFでの議論を経て、2006年に初版1.0が RFC 4741 として公開された。その後、2011年に改訂版 1.1 が RFC 6241 として発行されている。

## 特徴

### プロトコル構成
NETCONFプロトコルは、大きく四つの層に分けられる。

#### セキュアトランスポート層
メッセージを転送するためのプロトコルを規定した層である。RFC 6241 ではこの層については要件のみが規定され、特定のプロトコルには依存しない形になっている。SSH、TLS、SOAP、BEEPなどの利用が想定されている。

#### メッセージ層
NETCONFのRPCメッセージはXMLにコード化されてやり取りされる。そのコード化方法を規定した層である。クライアントからのRPCリクエストは<rpc>要素を、サーバからのレスポンスは <rpc-reply>(エラーのときは<rpc-error>)要素をそれぞれルートとしたXMLメッセージを用いる。
```
<rpc
 
message-id=
"1"
 
xmlns=
"urn:ietf:params:xml:ns:netconf:base:1.0"
>

  
<get-config>

    
<source>

      
<running/>

    
</source>

    
<filter
 
xmlns:t=
"http://example.com/schema/1.2/config"
 
type=
"xpath"

            
select=
"/t:top/t:users/t:user[t:name='fred']"
/>

  
</get-config>

</rpc>

<rpc-reply
 
message-id=
"1"
 
xmlns=
"urn:ietf:params:xml:ns:netconf:base:1.0"
>

   
<data>

     
<!-- レスポンス -->

   
</data>

</rpc-reply>

```

#### オペレーション層
NETCONFプロトコルでは、設定データストアやNETCONFセッションに対する操作を定義している。
| オペレーション | 説明                                                                     |
| -------------- | ------------------------------------------------------------------------ |
| get-config     | 指定した設定データストアから設定を取得する。                             |
| edit-config    | 指定した設定データストアの内容を更新する。                               |
| copy-config    | 指定した設定データストアの内容を別の設定データストアの内容で置き換える。 |
| delete-config  | 指定したデーストアを削除する。                                           |
| lock           | 指定した設定データストアを排他的にロックする。                           |
| unlock         | 指定した設定データストアのロックを解除する。                             |
| get            | running 設定データストアから設定やネットワーク機器の状態情報を取得する。 |
| close-session  | NETCONFセッションを安全に閉じるよう要求する。                            |
| kill-session   | NETCONFセッションを強制終了する。                                        |

設定データストアとは、ネットワーク機器が動作中、あるいは起動時などそれぞれの状態にあるときに、読み込まれたり設定されたりする対象となる設定データ全体のことである。NETCONFプロトコルでは、動作中の設定データストアは<running/>と表され、NETCONFをサポートする機器は必ずこの設定データストアを持たなければならない。加えて、機器によっては起動時の設定データストア<startup/>などを持つことができる。

#### コンテント層
NETCONFプロトコルではこの層については特に規定しない。NETCONFでやり取りされるデータの定義は、YANGモデルによって行う。

### Capability
あるネットワーク機器が、標準的な機能に加え、その機器固有の機能をNETCONF経由でアクセスできるようにしたい場合がある。この機能または機能群のことを capability といい、URIを用いて表す。例えば、get-config操作のフィルタをXPathで記述できる機能の capability はurn:ietf:params:netconf:capability:xpath:1.0と表現される。
ネットワーク機器とNETCONFクライアントの間でセッションが開かれた時、ネットワーク機器とクライアントは相手に対し利用可能な機能の capability のリストを、<hello>メッセージとして相手に広告する。これにより、そのセッションで利用する capability のバージョン調整などを行うことが可能となる。
以下は、その<hello>メッセージの例である。
```
   
<hello
 
xmlns=
"urn:ietf:params:xml:ns:netconf:base:1.0"
>

     
<capabilities>

       
<capability>
urn:ietf:params:netconf:base:1.1
</capability>

       
<capability>
urn:ietf:params:netconf:capability:startup:1.0
</capability>

       
<capability>
http://example.net/router/2.3/myfeature
</capability>

     
</capabilities>

     
<session-id>
4
</session-id>

   
</hello>

```

## 実装

### ネットワーク機器
- Cisco IOS[11]
- Juniper JUNOS[12]
- Alaxala AXシリーズ[13]

### ネットワーク管理アプリケーション
- Cisco NSO[14]

### ライブラリ/ツール
- libnetconf2[サイト 1]
- ncclient[サイト 2]
- JNC[サイト 3]

### 公式サイト
1. ↑  libnetconf2
2. ↑  ncclient
3. ↑  JNC